# Reverend Horton Heat
I Reverend Horton Heat (abbreviato RHH) sono un gruppo Psychobilly formato a Dallas, Texas nel 1985.

## Storia del gruppo
I Reverend Horton Heat si formarono nel 1985, composti da Jack Barton al contrabbasso, Bobby Baranowski alla batteria e Jim Heath (aka The Rev.) alla chitarra semiacustica.
Il trio di Dallas, non produsse canzoni proprie, ma suonava cover in tutto il Texas. Nel 1989 il gruppo cambia completamente volto e il posto di contrabbassista e batterista vengono presi rispettivamente da Jimbo Wallace e Patrick "Taz" Bentley. Dal 1989 al 1994, i Reverend Horton Heat producono tre dischi: Smoke 'em if you Got 'em, The Full Custom Gospel Sounds e Liquor in the Front. Questi tre album hanno un enorme successo dopo l'uscita di Psychobilly freakout!, un vero e proprio inno solo strumentale di puro e velocissimo psychobilly. Nel 1994 "Taz" viene sostituito da un altro batterista: Scott Churilla, ed escono gli album It's Martini Time, Space Heater, Holy Roller, Spend a Night in the Box, Lucky 7, Revival, We Three Kings. Dal 2006 al 2012 Scott viene sostituito da Paul Simmons.
Il 29 giugno 2013 la band suona per la prima volta in Italia al Custom Party di Atessa in provincia di Chieti.

## Formazione

### Formazione attuale
- Jim "Reverend Horton" Heath – voce, chitarra (1985-oggi)
- Jimbo Wallace – contrabbasso, cori (1989-oggi)
- Scott Churilla – batteria, cori (1994-2006, 2012-oggi)

### Ex componenti
- Paul Simmons – batteria, cori (2006-2012)
- Taz Bentley – batteria (1989-1994)
- Jack Barton – contrabbasso (1985-1989)
- Bobby Baranowski – batteria (1985-1989)

## Discografia

### Album in studio
- 1991 - Smoke 'em if You Got 'em
- 1993 - The Full-Custom Gospel Sounds Of The Reverend Horton Heat
- 1994 - Liquor In The Front
- 1996 - It's Martini Time
- 1998 - Space Heater
- 2000 - Spend A Night In The Box
- 2002 - Lucky 7
- 2004 - Revival
- 2005 - We Three Kings / Christmas Favorites
- 2009 - Laughin' and cryin' with the Reverend Horton Heat
- 2014 - REV
- 2018 - Whole New Life

### Raccolte
- 1999 - Holy Roller
- 2006 - 20th Century Masters - The Millennium Collection

### Videografia
- 2003 - Live and In Color
- 2004 - Revival